# Лохем
Лохем (нід. Lochem, нід. вимова: [ˈlɔxəm] ( прослухати)) — місто і муніципалітет у Нідерландах, у провінції Гелдерланд.
Сучасних кордонів муніципалітет набув 2005 року, коли до нього була приєднана територія муніципалітету Горссел.

## Населені пункти муніципалітету
Міста
- Лохем

Села
- Алмен
- Бархем
- Горссел
- Гарфсен
- Ексел
- Епсе
- Ефде
- Йоппе
- Ларен

## Галерея

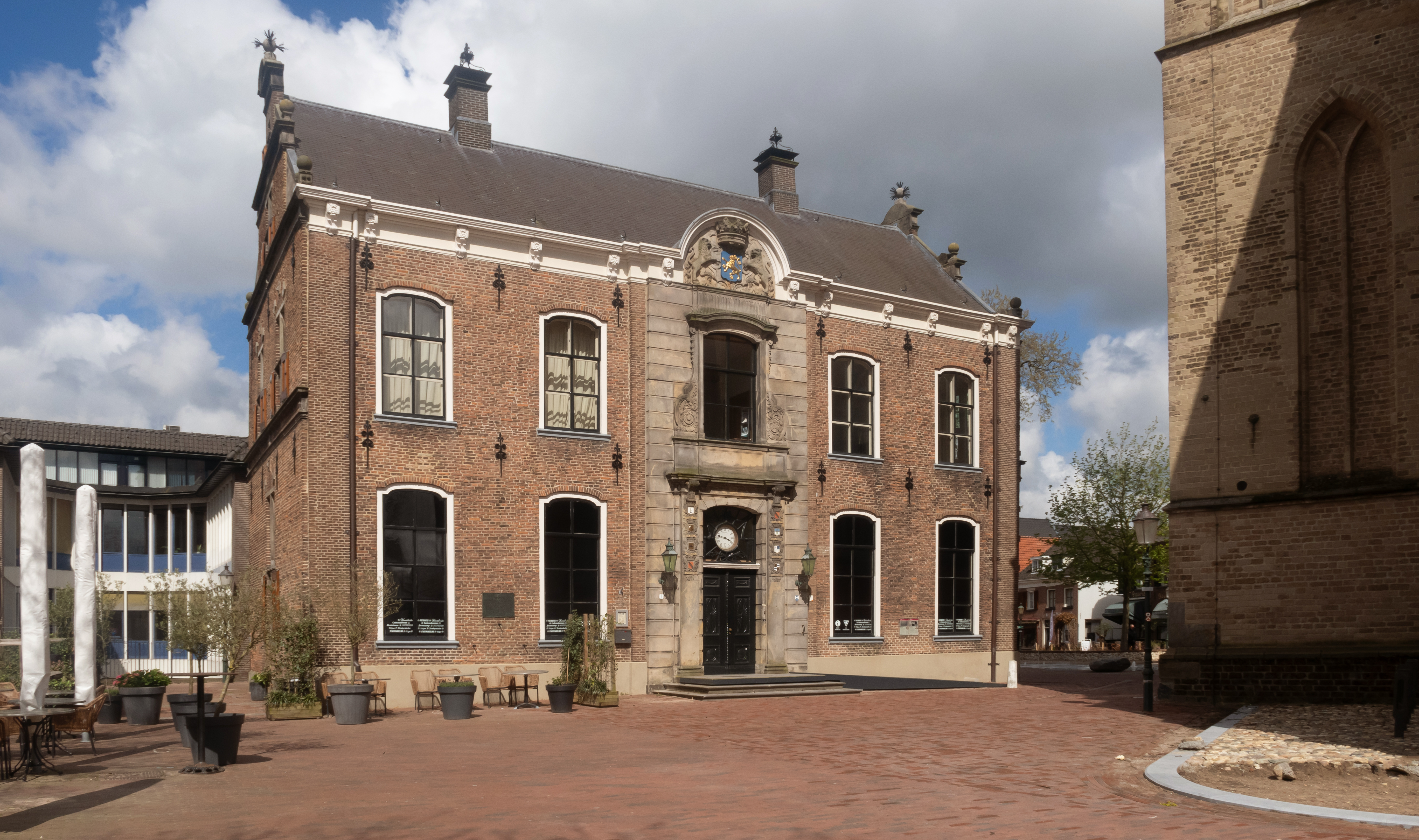
Колишня будівля мерії
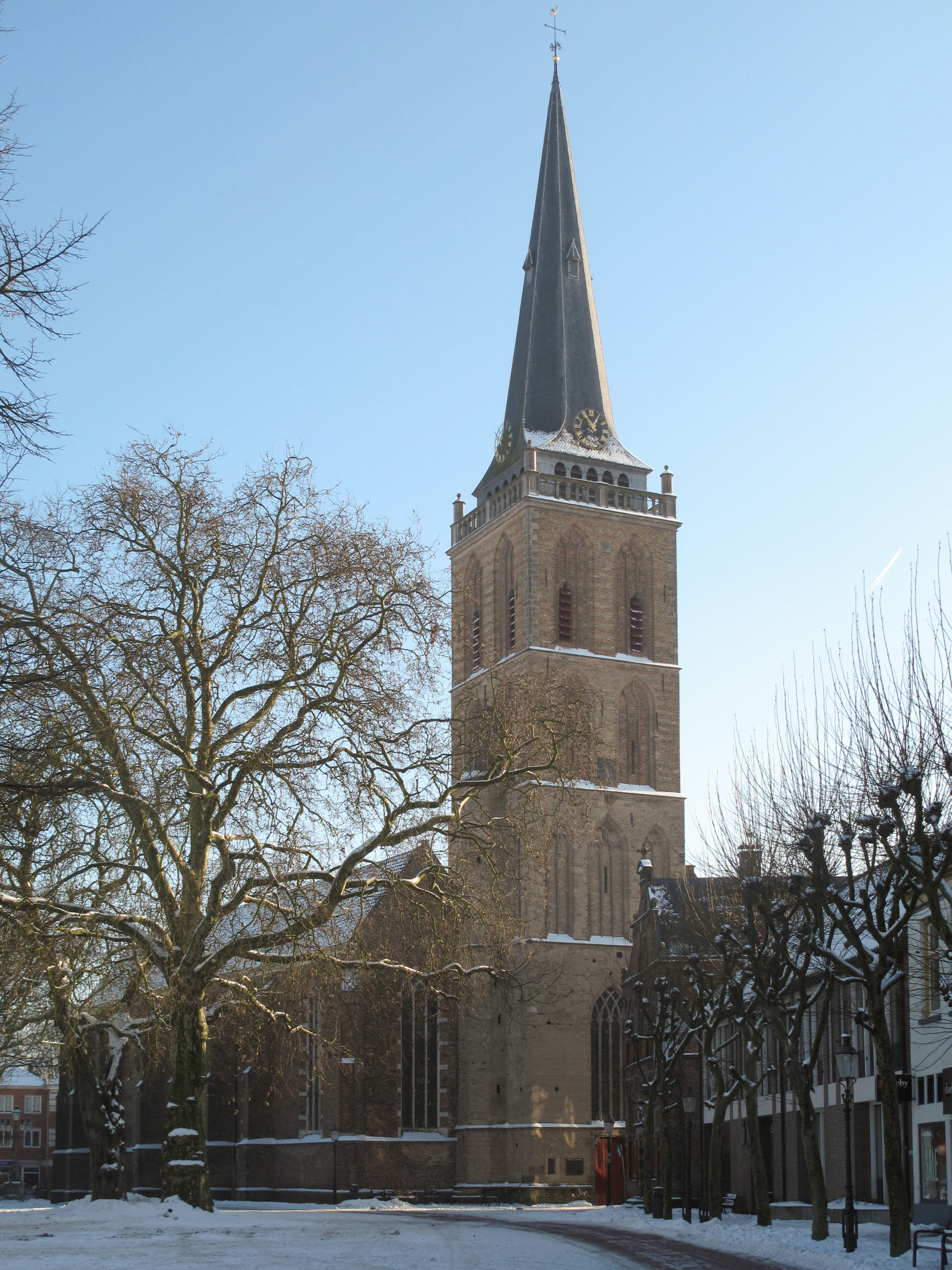
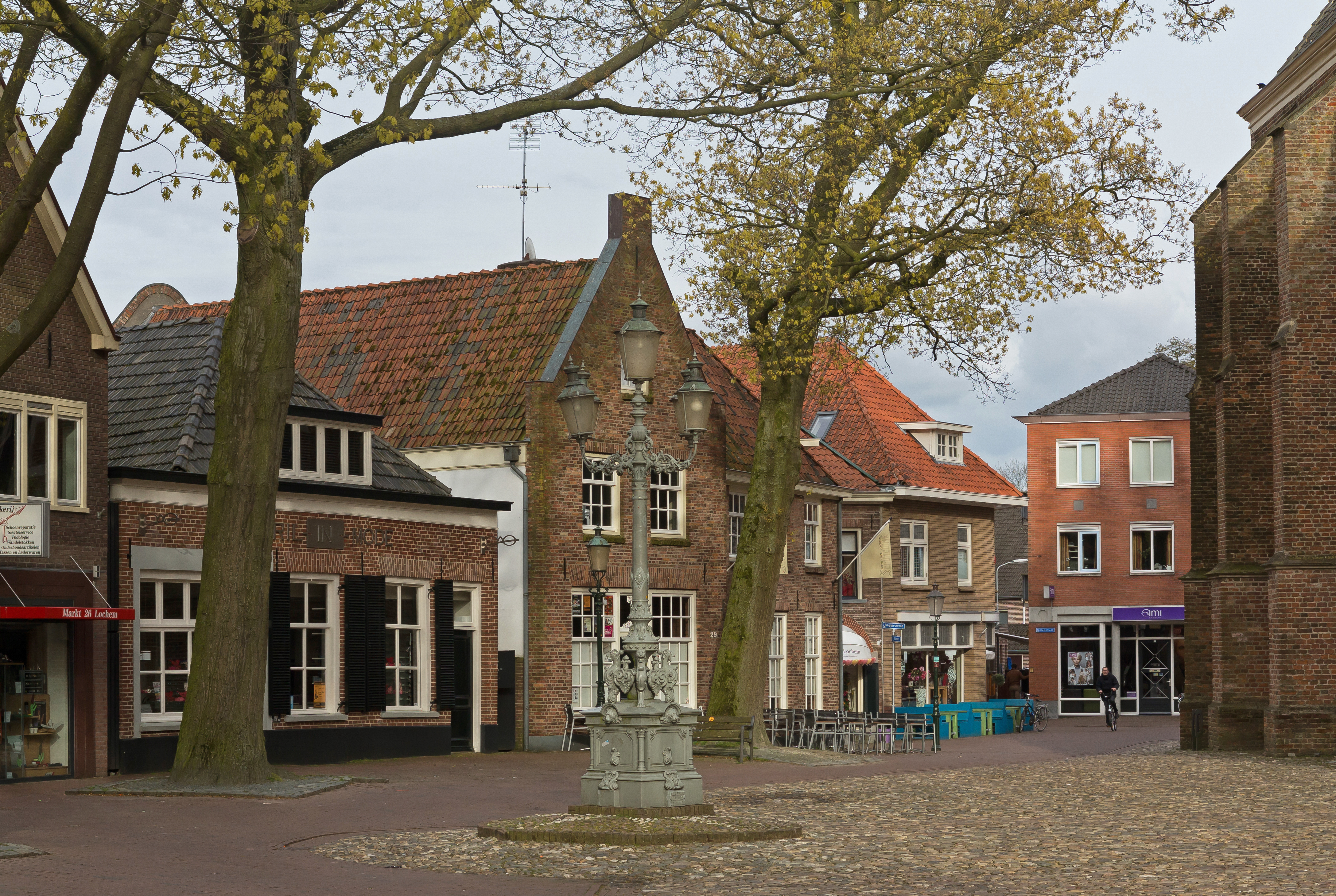
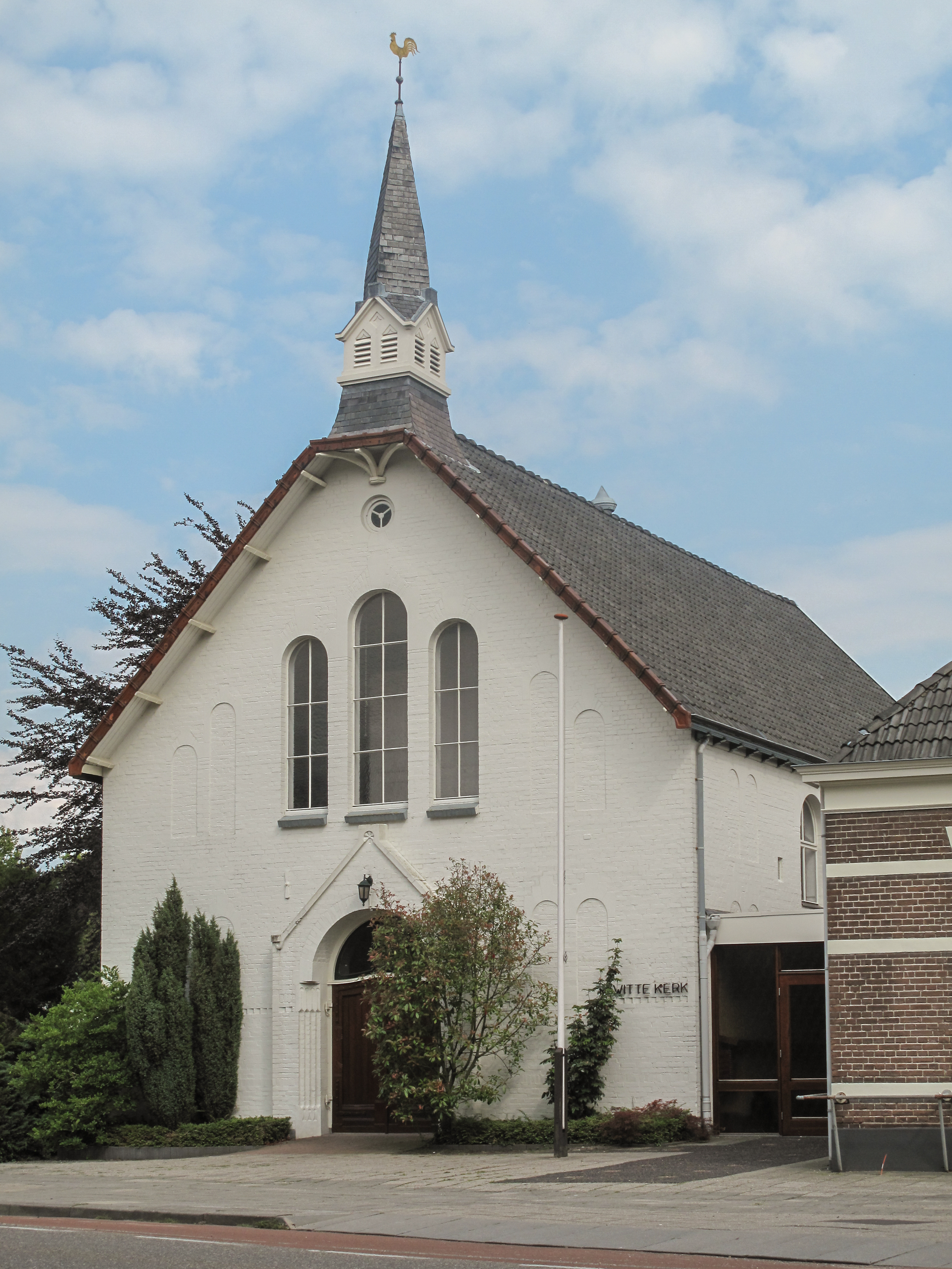
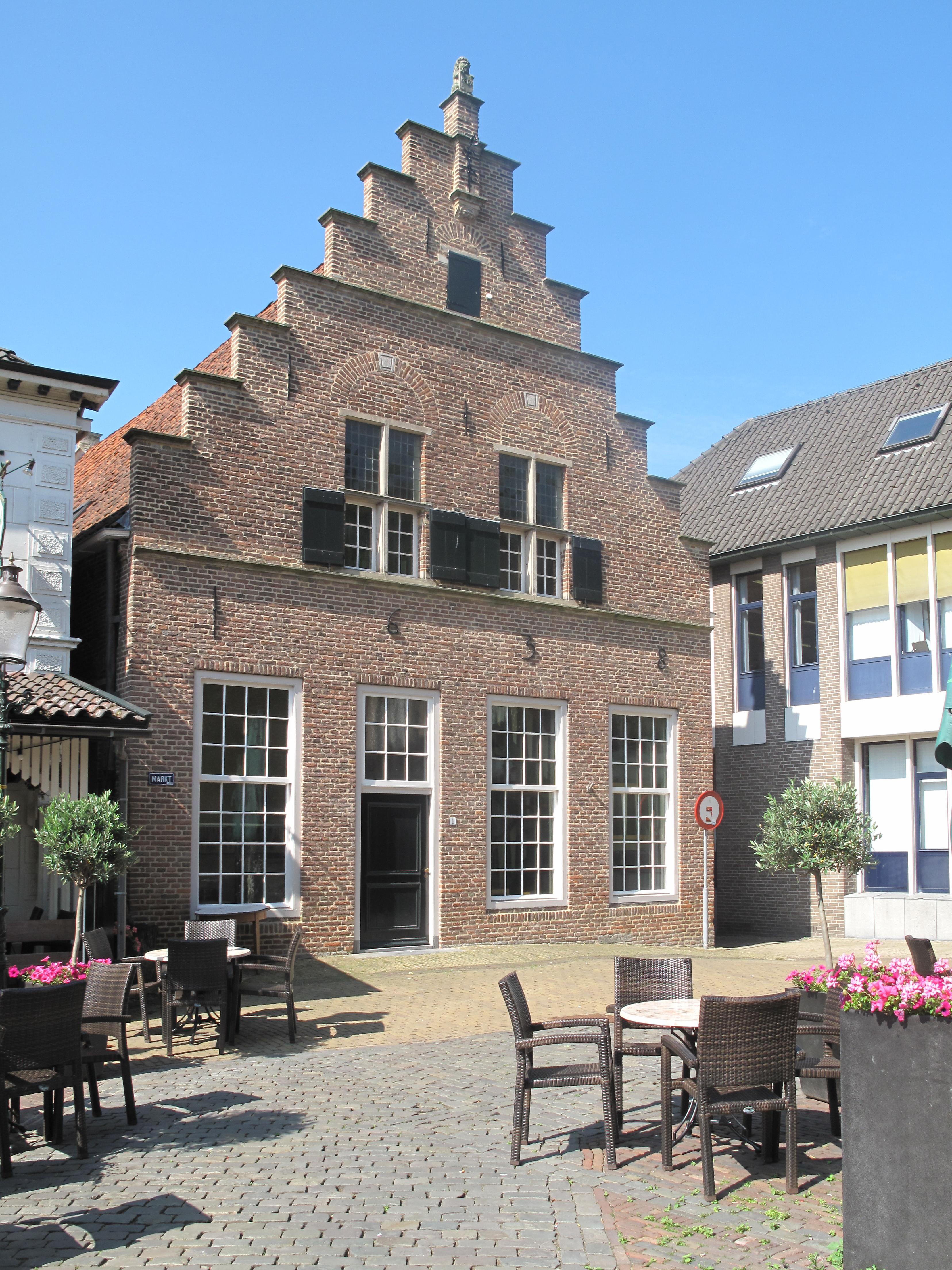
M
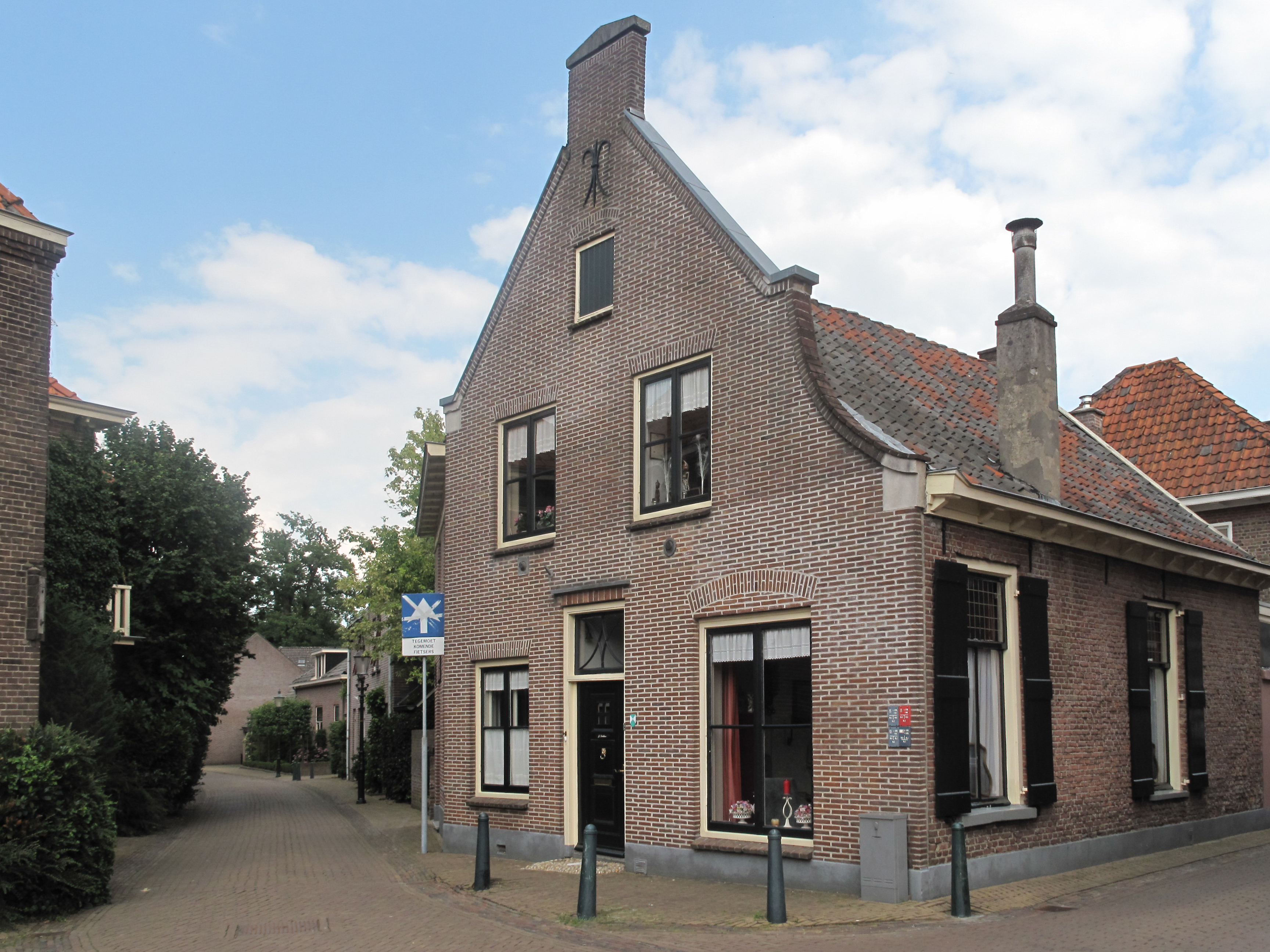
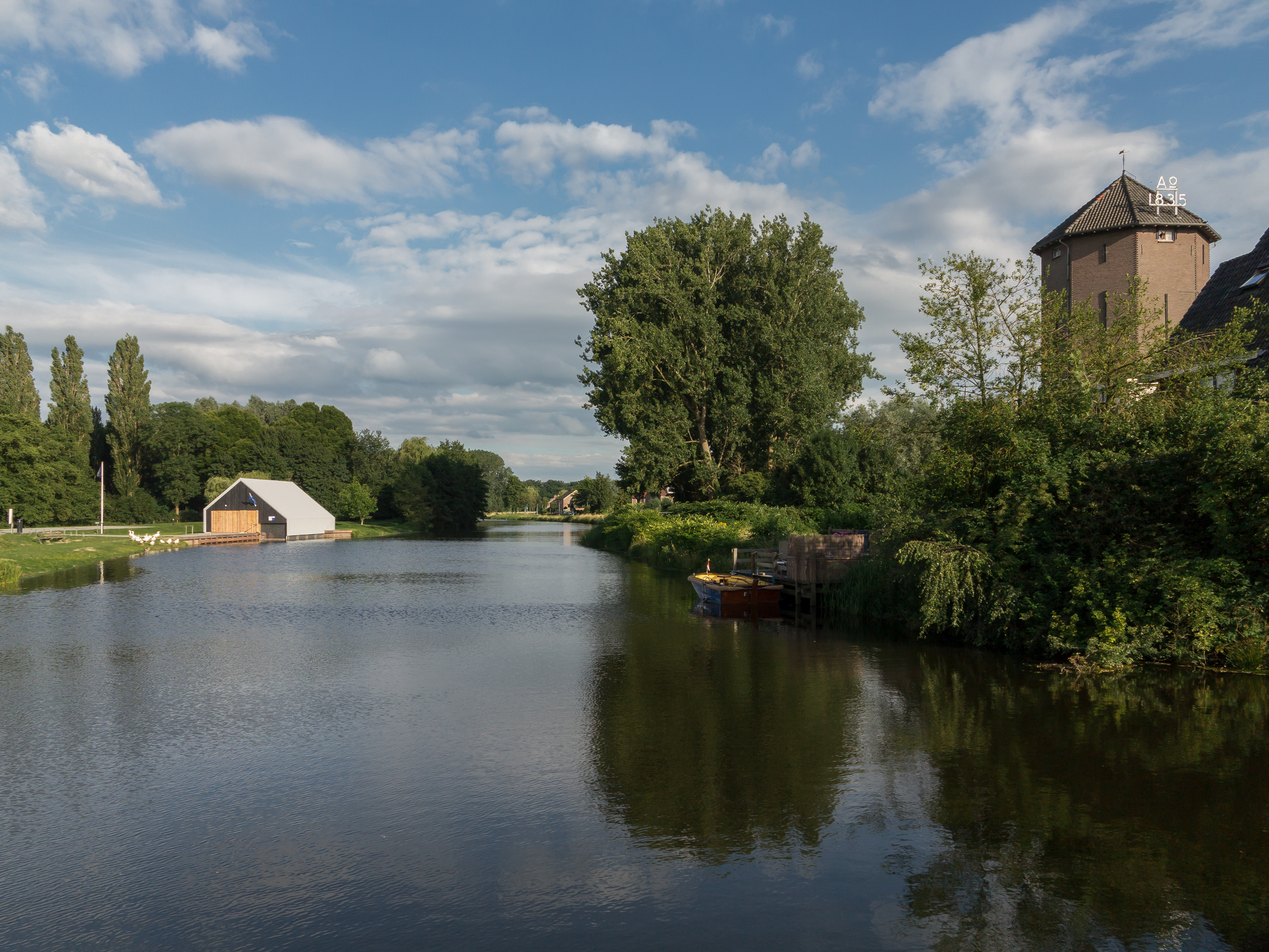